# Vellinghausen-Eilmsen
Vellinghausen-Eilmsen – wieś w gminie Welver w powiecie Soest, w kraju związkowym Nadrenia Północna-Westfalia, w rejencji Arnsberg.

## Demografia
Według spisu ludności z końca 2024 roku, w Vellinghausen-Eilmsen mieszkało 964 mieszkańców, z czego 521 to mężczyźni, a 443 kobiety.

## Geografia

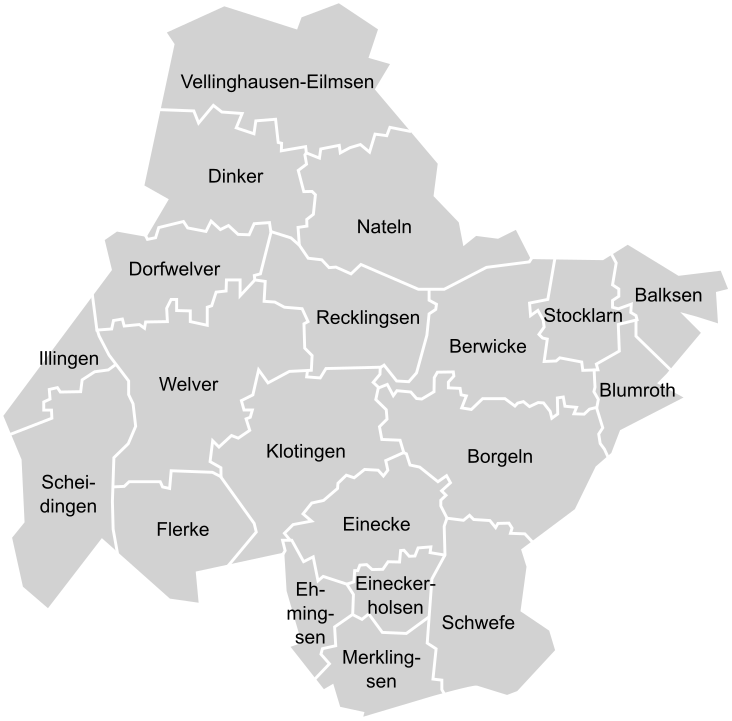
Dzielnice gminy Welver

Vellinghausen-Eilmsen mierzy powierzchnię 7,72 km².
Dzielnica leży w północnej części gminy i graniczy z dwiema innymi dzielnicami: Dinker oraz Nateln.

## Reorganizacja gmin
W ramach reorganizacji gmin 1 lipca 1969 roku wsie Vellinghausen i Eilmsen połączyły się w jedną wieś i wraz z 20 innymi miejscowościami stały się częścią nowej gminy Welver.

## Polityka
Burmistrzem Vellinghausen-Eilmsen jest Frank Lukov.